# Svenska visakademien
Svenska Visakademien bildades 1999 på restaurang Den Gyldene Freden i Stockholm. 
Redan på 1940-talet ville Evert Taube tillsammans med Lille Bror Söderlundh skapa en visans akademi, men först i november 1999 instiftades Svenska Visakademien med Sven-Bertil Taube som förste ordförande.
Svenska Visakademiens ändamål är att stärka den svenskspråkiga sångens och visans ställning samt hävda dess plats bland andra konstarter, och den skall därvid:
- ta initiativ till debatt om den svenskspråkiga sångens och visans ställning
- vårda tradition, följa utvecklingen och befrämja förnyelse och nyskapande
- främja utbildning och forskning
- stimulera dokumentation och utgivning
- främja framföranden i etermedia och på konsertestrader

## Ledamöter
Akademien består 2023 av följande, högst 27 ledamöter och högst 9 hedersledamöter: [källa behövs]

- Jan-Olof Andersson
- David Anthin
- Martin Bagge
- Marie Bergman
- Eva Borgström
- Monica Dominique
- Håkan Elmquist
- Gunnar Eriksson
- Jan Hammarlund
- Johan Johansson
- Hanne Juul
- Carin Kjellman
- Sven Kristersson
- Gunnar Källström
- Maria Lindström
- Kalle Lind
- Maud Lindström
- Britt Ling
- Christina Mattsson
- Annika Nordström
- Monica Nielsen
- Ulla-Carin Nyquist
- Märta Ramsten
- Marita Rhedin
- Georg Riedel
- Sven Hampus Salén
- Mikael Samuelson
- Ola Sandström
- Lucas Stark
- Karin Strand
- Pär Sörman
- Lena Willemark
- Finn Zetterholm
- Johanna Broman Åkesson